# Teopantitla
Teopantitla är en ort i Mexiko.   Den ligger i kommunen Calcahualco och delstaten Veracruz, i den sydöstra delen av landet, 210 km öster om huvudstaden Mexico City. Teopantitla ligger 2 058 meter över havet och antalet invånare är 197.
Terrängen runt Teopantitla är kuperad åt nordost, men åt sydväst är den bergig. Teopantitla ligger nere i en dal. Runt Teopantitla är det ganska glesbefolkat, med 36 invånare per kvadratkilometer. Närmaste större samhälle är Heroica Coscomatepec de Bravo, 15,7 km sydost om Teopantitla. I omgivningarna runt Teopantitla växer i huvudsak blandskog.